# Iuri Malentxenko
Iuri Ivànovitx Malentxenko (rus: Юрий Иванович Маленченко; nascut el 22 de desembre de 1961) és un cosmonauta rus. Malentxenko va ser la primera persona a casar-se a l'espai, el 10 d'agost de 2003, quan es va casar amb Iekaterina Dmítrieva, que era a Texas, mentre que ell era a 240 milles sobre Nova Zelanda, en l'Estació Espacial Internacional. A data de 2011, Malentxenko ocupava el desè lloc pel temps a l'espai per haver estat tant en la Mir com l'Estació Espacial Internacional (ISS).